# Georg Daniel Teutsch
Georg Daniel Teutsch (Segesvár, 1817. december 2. – Nagyszeben, 1893. július 2.) erdélyi szász történész, evangélikus püspök.

## Élete
Szülővárosában tanult, majd 1837–39-ig Bécsben és Berlinben a teológiai, bölcseleti és történelmi előadásokat hallgatta, ahol olyan jeles tanárai voltak, mint Ritter, Ranke, Bopp, Zumpt, Neander, Twesten és Strauß. Apja 1838-ban bekövetkezett halála után barátok és támogatók segítségével befejezte tanulmányait, majd 1840–42-ben Magay gyulafehérvári polgár házánál, aztán Baksaynál házi tanító volt. Az egyetemen megkezdett tanulmányait a Batthyány-féle könyvtárban folytatta.
1842-ben Segesváron tanár és konrektor lett; 1863-ban szentágotai lelkész. 1867-ben az evangélikus egyházkerület püspökévé választották és Nagyszebenbe költözött. A segesvári iskola neki köszöni átalakulását, amelyet az első szász gimnáziummá emelt. Az erdélyi és speciális szász történetkutatás neki köszöni megindítását és haladását. Mint a Verein für siebenbürgische Landeskunde elnöke a szászok tudományos haladását mozdította elő.
A politikai mozgalmakban is élénk része volt. Részt vett az 1848-as kolozsvári országgyűlésen, ahol a magyarok ígéreteire alapozva, megbízatása ellenére Erdély és Magyarország uniójára szavazott. Az 1848–49-es forradalom és szabadságharcban mint a segesvári polgárság századosa vett részt. Az abszolutizmus korszakában az önkényuralom ellen küzdött. 1863–65 között a bécsi birodalmi tanácsba választották. 1866-tól a pesti országgyűlés képviselője volt, ahol a erdélyi szászok jogait védte. Miután püspök lett, 1868-ban mandátumát letette és a főrendiház átalakulása után abban foglalt helyet.
Az erdélyi evangélikus egyház körében 1850-től érdemeket szerzett az egyházi alkotmány megteremtése és kialakulása körül, melyet az egyházkerületi gyűlés 1861-ben végleg el is fogadott.
Nagyszeben város díszpolgárává választotta; a jenai és berlini egyetem már előbb a teológiak, filozófia és jog tiszteleti doktori oklevelét küldte meg neki; a Bajor Tudományos Akadémia és a göttingai egyháztörténelmi társaság tagjává választotta, valamint a magyar műemlékek országos bizottsága is (már 1845-ben). Adolf von Donndorf stuttgarti tanár által készített szobrát 1899. augusztus 19-én leplezték le a nagyszebeni evangélikus nagytemplom előtt.

## Művei
- Abriss der Geschichte Siebenbürgens. Kronstadt, 1844 (2. k. Uo. 1865. Az 1526. évig.)
- Beiträge zur Geschichte Siebenburgens unter König Ludwig I. 1342 bis 1382. Wien, 1850 (14 oklevéllel. Különny. a bécsi Archiv für Kunde österr. Geschichtsquellenből.)
- Geschichte der Siebenbürger Sachsen… Eine vom Verein für Siebenb. Landeskunde gekrönte Preisschrift. Kronstadt, 1852–58. Hat füzet. (2. kiadás. Leipzig, 1874. Két kötet. 3. k. Hermannstadt, 1899 és 1907
- Die Reformation im Sachsenland. Uo. 1852 (2. kiadás 1859., 3. k. 1860., 4. k. 1865. Uo.)
- Zur Geschichte des Schässburger Gymnasiums. Uo. 1852–53, két füzet (a segesvári ev. gymnasium Programmjából)
- Die Schässburger Gemeinderechnung von 1522. Uo. 1852
- Aufforderung zur Sammlung von Materialien die Gemeinde- und Rechtsverfassung betreffend. Uo. 1856
- Über die Schliessung der Schässburger Realschule zu Anfang de Schuljahres 1855–56. Uo. 1856
- Urkundenbuch zur Geschichte Siebenbürgens, I. Bd. Wien, 1857 (Firnhaber Fr.-el. Fontes rerum Austriacarum)
- Das Zehntrecht der ev. Landeskirche A. B. in Siebenbürgen. Schässburg, 1858
- Rede zum 100-jährigen Geburtstag Fr. v. Schillers. Kronstadt, 1860
- Bericht über die Verhandlungen der ersten Landeskirchenversammlung A. B. in Siebenbürgen vom 12–22. April 1861. Hermannstadt
- Chronik des Schässburger Stadtschreibers G. Krausz 1607–1665. Wien, 1862–64 (Fontes rerum Austriacarum. Scriptores III., IV.)
- Um 1562. Bilder aus Mediasch's Vergangenheit. Kronstadt, 1862 (különny. a Transsilvaniából)
- Die Verhandlungen und Beschlüsse der ev. Landeskirchenversammlung in Hermannstadt vom 17. September bis 1. October 1862. Hermannstadt, 1862.
- Urkundenbuch der ev. Landeskirche A. B. in Siebenbürgen I. Uo. 1862. 1883, két kötet
- Zur Geschichte der Pfarrefswahlen in der ev. Kirche. Uo. 1862
- Reformatio ecclesiae Coronensis ac totius Barcensis provinciae. Cum. praefatione Philippi Melanthon. Wittenbergae, 1543. Nova primam plane reddens editio. Vindobonae XIX. Mart. 1865
- Drei Predigten. Gehalten in der ev. Pfarrkirche A. B. in Agnetheln. Hermannstadt, 1868
- Die Stimme der ev. Stíftung des Gustav Adolf-Vereinsan dieses Geschlecht. Predigt gehalten am 5. August 1868. in Bistritz. Uo. 1868
- Unsere Zuversicht auf die Zukunft unserer Kirche. Festpredigt zu seiner feierlichen Einführung in Amt und Würde gehalten in Hermannstadt, 12, Nov. 1868. Uo. 1868
- Die Synodalverhandlungen der ev. Landeskirche A. B. in Siebenbürgen im Reformationsjahrhundert… Uo. 1883. (Urkundenbuch der ev. Landeskirche II.)
- Vorlage betreffend die neue Agende.. Uo. 1885
- Ueber die Anfänge der siebenbürgischsächsischen Geschichtschreiburg. Uo. 1888
- Über die Nothwendigkeit höherer Bildung unseres Volks. Rede bei der Rectorinstallation am 2. Jan. 1851. Uo. 1893